# زهرة بن سمرة
زهرة بن سمرة (مواليد 1968) هي مصورة جزائرية تعمل في الشرق الأوسط وشمال أفريقيا .

## السيرة
ولدت بالجزائر ، عملت زهرة كمصورة صحفية منذ 1990 . وجاء في تصريح لزهرة في صحيفة رويترز أنها عام 1995، شعرت بأنها مصورة لأول مرة عندما انفجرت سيارة بالعاصمة الجزائرية بالقرب من مكان الصحيفة التي كانت تعمل بها وتصوير للجثث أثر فيها بشدة . ولكن في اليوم التالي شعرت انها على استعداد لمواجهة أي شئ . كانت تلك أول واقعة تشعرها كمصورة .زهرة بن سمرة عملت مع وكالة رويترز أول مرة كمراسلة صحفية محلية أثناء الحرب الأهلية الجزائرية عام 1997 . قامت زهرة بتغطية النزاع بين الألبان والصرب في مقدونيا عام 2000 . وانتقلت أيضا إلى العراق عام 2003 .
أصبحت زهرة من طاقم مصورى رويترز خلال عملها في النجف ، غطت استفتاء السودان ، الانتفاضة التونسية والثورة في ليبيا .
عام 2011 تم عرض صور زهرة بن سمرة في مبنى بنك دويتشه بفرانكفورت , ألمانيا .
وقال Friedhelm Hütte ، رئيس البنك العالمى للفن «بالنسبة لنا زهرة بن سمرة فنانة مهمة فهى تعرف كيف تخترف حدود العفل لتترك انطباع دائم وهادف، لديها قدرة كبيرة على اظهار الضغوط الخلفية الضمنية والمشاكل اللحظية». في 2012 قامت بالتصوير في سوريا .
دائما ما تعرض زهرة بن سمرة في أعمالها معانات الشعوب من صراعات داخلية - اجتماعية، اقتصادية أو إنسانية . وذكرت أن هدفها عند تصوير الأحداث هو تعزيز أفضل لفهم الصراع لتحدى أولئك الذين في السلطة لتحسين الوضع . وان المهام المفضلة لدى زهرة هي القصص التي تتعلق بنضال الشعوب من أجل المواطنة وحقوق الإنسان ضد السلطة الحاكمة .

## الجوائز
في عام 2005 فازت زهرة بن سمرة جائزة الاتحاد الاوربى لأفضل مصور أفريقى .

## روابط خارجية
- Examples of Zohra Bensemra's work from Reuters نسخة محفوظة 3 يوليو 2013 على موقع واي باك مشين.
- Zohra Bensemra's website